# كالفين بالمر
كالفين بالمر (بالإنجليزية: Calvin Palmer)‏ (21 أكتوبر 1940 في المملكة المتحدة - 12 مارس 2014 ببرايتون في المملكة المتحدة) هو لاعب كرة قدم بريطاني في مركز الوسط. لعب مع ستوك سيتي ونادي سندرلاند ونادي كرو ألكساندرا ونادي هيرفورد ونوتينغهام فورست ونادي هيلانك ونادي بيريا بارك ‏ ونادي مدينة كيب تاون ‏ ونادي ديربن يونايتد ‏.

## وصلات خارجية
- كالفين بالمر على موقع قاعدة بيانات كرة القدم.إي يو (الإنجليزية)